# 감초사탕

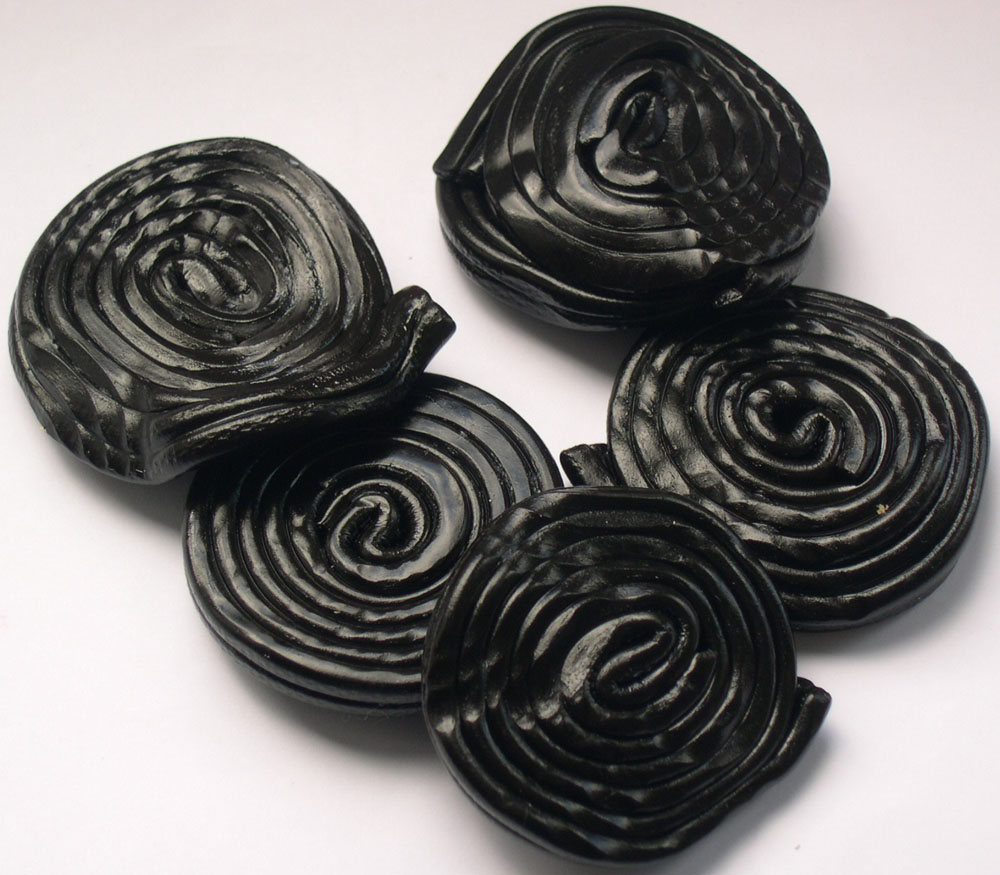
독일 하리보의 감초사탕.

감초사탕(영어: liquorice 리코리스[*], 독일어: Lakritz 라크리츠[*] 핀란드어: lakritsi 라크리치[*])는 민감초 뿌리에서 추출한 성분으로 만드는 과자의 일종이다. 전세계적으로 다양한 형태의 감초사탕이 만들어지고 있다. 핀란드의 것이 대표적인데 살미아키 라고 부르며, 네덜란드, 미국, 호주 등 다양하다.
민감초 추출물, 설탕, 그리고 교결제(젤라틴이나 고무풀 따위)가 기본 성분이다. 이 재료들을 물에 녹여 섭씨 135도까지 가열하고 틀에 부어 모양을 만든 뒤 식히고 말려서 먹는다. 밀랍을 칠해 광택을 내기도 한다. 호불호가 갈리기도하는 풍미의 원인은 살미아크소금, 즉 염화암모늄이다.